# ALi (企業)
ALi（アリ・コーポレーション）は台湾の半導体製造メーカー。
主にマルチメディア関連(DVDドライブ用サーボチップ等)及びPC/AT互換機向けチップセットを開発、製造している。

## 沿革
- 1987年1月、台湾Acer社の半導体部門を切り離し、Acerグループの子会社として発足。当初の社名は、"Acer Laboratories Inc."
- 2002年、PC向けチップセット部門を切り離し、台湾の半導体メーカーUMC社との合弁子会社、ULi Electronics（ユリ・エレクトロニクス）をスピンオフさせた。PC向けチップセットの開発はULiが引き継いだ（2005年12月、ULiはNVIDIAに買収された）。そのため現在では、USB 2.0コントローラ、DVDドライブ用サーボチップ、セットトップボックス向けチップなどの製造がメインである。

## チップセット
台湾チップセット業界では最古参で、80286の時代からPC用チップセットを製造している。もっとも有名なのはSocket7向けのALADDiN5とAthlon/Duron向けのALiMAGiK1、Pentium III/Celeron向けのALADDiN-PRO5などである。同社にはオリジナルの技術はないが、既存の技術を流用し低発熱かつ低電力、低価格の製品を作る事を得意としている。したがってモバイル製品での採用例は非常に多い。
グラフィックス統合チップセットではNVIDIA（ALADDiN-TNT2）や、後にATIに買収されたArtX(ALADDiN7)との共同開発を行っている。
他にも、Trident(現XGI)社のグラフィックチップを統合したCyberALADDiN/MAGiKは、低価格のノートPCに数多く採用された。トランスメタが開発したCPU、『Crusoe』『Efficeon』搭載のノートPCのサウスブリッジには、ALi（ULi）製のものがほぼ独占状態で採用されている。

## リンク
- ALi Corporation. （中文・英語）